# Anomala misandria
Anomala misandria är en skalbaggsart som beskrevs av Ohaus 1916. Anomala misandria ingår i släktet Anomala och familjen Rutelidae. Inga underarter finns listade i Catalogue of Life.